# Pepsinae
Pepsinae (лат.) — подсемейство дорожных ос (Pompilidae). Известно более 2000 видов и 80 родов. Встречаются повсеместно. Хищники, которые охотятся на пауков, а также клептопаразиты и паразитоиды.

## Распространение
Встречаются повсеместно.

## Строение
Включает как мелких, так и крупнейших представителей семейства дорожные осы (Pepsis heros до 6 см, Pepsis grossa до 5 см). Pepsinae в настоящее время определяются по следующим признакам: (1) метасомальный стернит 2 с отчетливой резкой поперечной бороздкой; (2) бёдра средних и задних ног без субапикальных шиповидных волосков, расположенных в бороздках или ямках; (3) задние голени с апикальными шиповидными волосками одинаковой длины, волоски не разветвлены; и (4) переднее крыло с жилкой Cu1 простой в основании, без определённого отклонения вниз, так что вторая дискоидальная ячейка (2D) не имеет «кармана» сзади.

## Биология
Самки ос Pepsinae охотятся на пауков. Парализованных пауков самки перетаскивают в заранее вырытую нору, где откладывают на паука яйцо. После вылупления личинка питается сохранившейся добычей. Виды Hemipepsis являются важными специализированными опылителями разнообразных африканских растений.
В подсемействе Pepsinae наблюдается широкий спектр гнездового поведения, включая гнездование в уже существующих полостях, использование норы паука, рытье норы в земле, строительство гнезд из грязи, а также поведение в качестве настоящих паразитоидов и клептопаразитов.

## Систематика
Известно более 2000 видов, однако классификация требует проведения дальнейших анализов. Waichert с соавторами (2015) построили молекулярную филогению Pompilidae с глобальным охватом на основе байесовского анализа и анализа четырёх маркеров ядерной ДНК. Полученное консенсусное дерево показало, что среди подсемейств дорожных ос есть следующие филогенетические отношения: Ctenocerinae + ((Ceropalinae + Notocyphinae) + (Pompilinae + Pepsinae)).
Кроме того, они обнаружили, что Ctenocerinae sensu Haupt (1929) и Evans (1972) являются полифилетическими: представители африканской ветви Ctenocerinae sensu Arnold (1932) (то есть истинные Ctenocerinae) ответвляются раньше всех и являются сестрами всех остальных Pompilidae, а представители южноамериканских и австралийских «Ctenocerinae» находятся в отдаленном родстве друг с другом в рамках клады Pepsinae, которая является сестринской по отношению к кладе Pompilinae. Такая топология подтверждает предположение Эванса (1972) о том, что ряд различных видов Pepsini независимо друг от друга стали одинаково специализированы для добычи пауков Ctenizidae. Предварительный филогенетический анализ подтвердил, что австралийские Ctenocerinae входят в кладу Pepsinae.
Подсемейство Pepsinae подразделяется на 5 триб и более 80 родов из которых 16 из трибы Ageniellini, 7 родов Deuterageniini, 48 родов Pepsini, 11 родов Priocnemini, 1 род Psoropempulini и 1 род без указания трибы.

### ТрибаAgeniellini

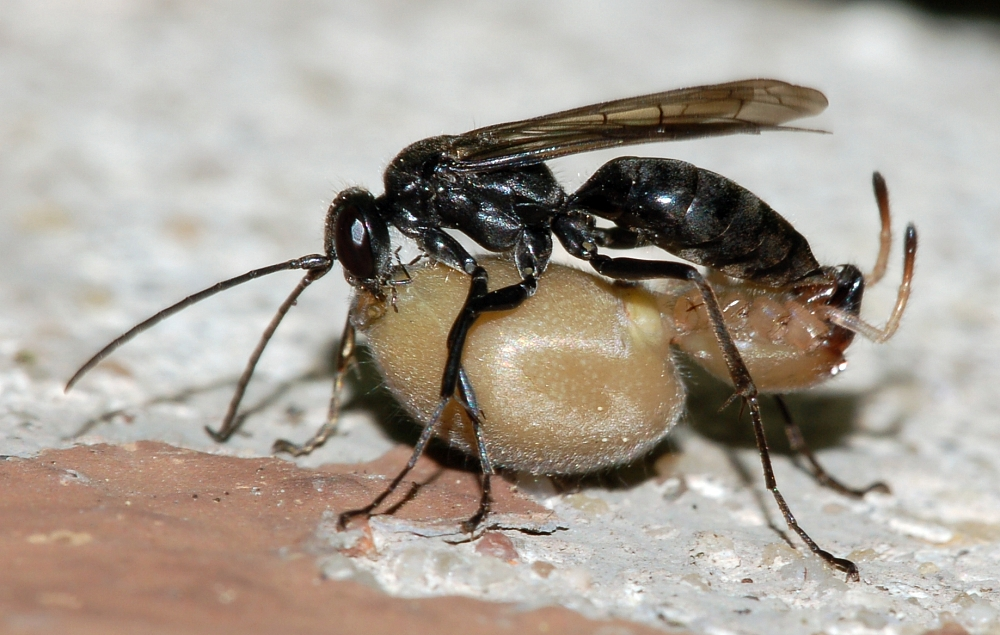
Auplopus carbonarius с добычей

- Ageniella Banks, 1912
- Atopagenia Wasbauer, 1987
- Auplopus Spinola, 1841
- Cyemagenia Arnold, 1946
- Dichragenia Haupt, 1950
- Dimorphagenia Evans, 1973
- Eragenia Banks, 1946
- Machaerothrix Haupt, 1938
- Macromerella Banks, 1934
- Macromeris Lepeletier, 1831
- Mystacagenia Evans, 1973
- Paragenia Bingham, 1896
- Phanagenia Banks, 1933
- Phanochilus  Banks, 1944
- Poecilagenia Haupt, 1926
- Priocnemella Banks, 1925

### ТрибаDeuterageniini
- Deuteragenia Šustera, 1912
- Dipogon Fox, 1897
- Kuriloagenia Loktionov & Lelej, 2014
- Myrmecodipogon Ishikawa, 1965
- Nipponodipogon Ishikawa, 1965
- Stigmatodipogon Ishikawa, 1965
- Winnemanella Krombein, 1962

### ТрибаPepsini

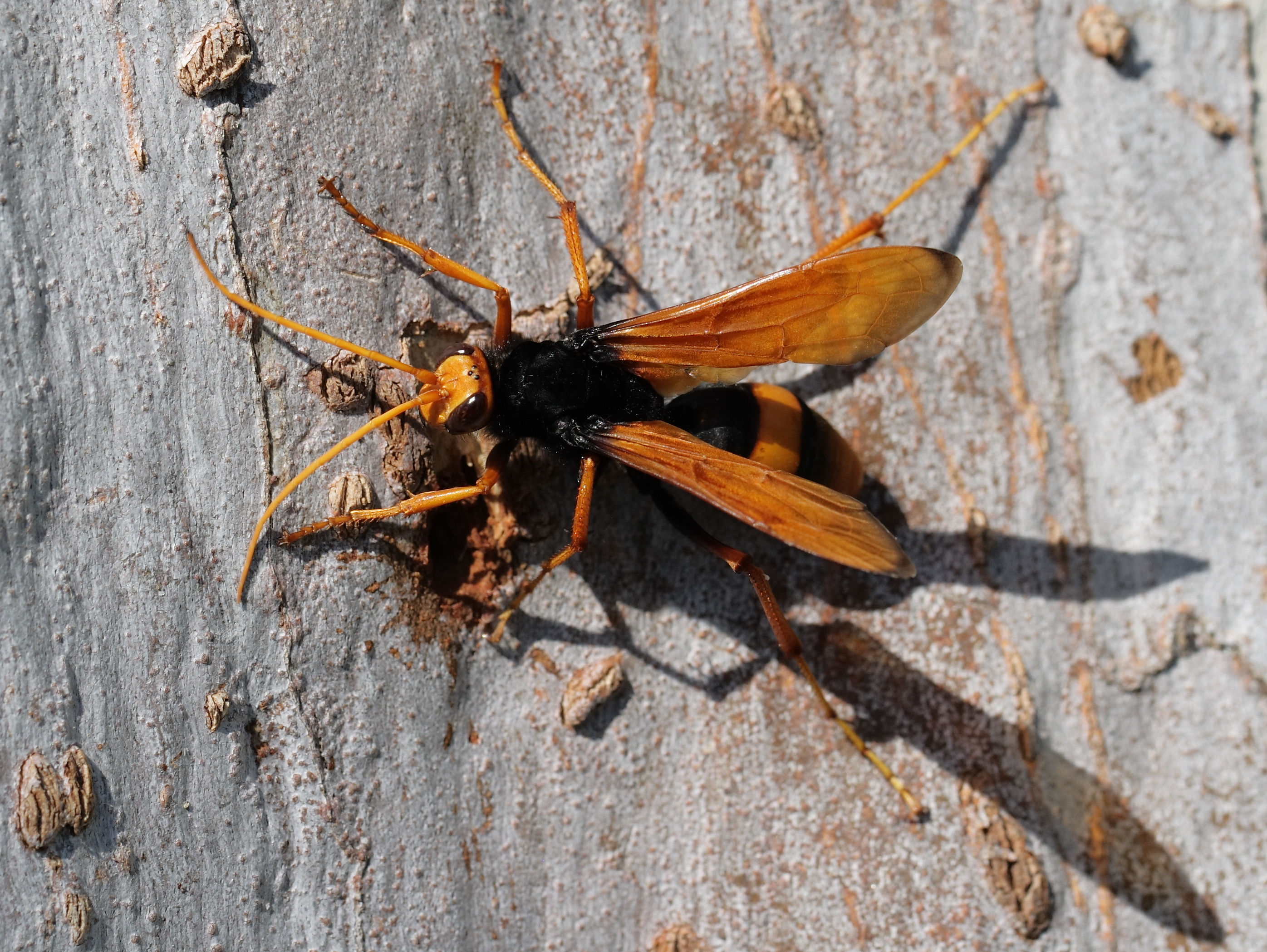
Cryptocheilus bicolor (Heterodontonyx bicolor)

- Abernessia Arlé, 1947
- Adirostes Banks, 1946
- Aimatocare Roig-Alsina, 1989
- Allaporus Banks, 1933
- Alococurgus Haupt, 1937
- Anacyphonyx Banks, 1946
- Austrosalius Turner, 1917
- Calopompilus Ashmead, 1900
- Chirodamus Haliday, 1837
- Chrysagenia Haupt, 1941
- Cordyloscelis Arnold, 1935
- Cryptocheilus Panzer, 1806
- Cyphononyx Dahlbom, 1845
- Dentagenia Haupt, 1933
- Derochorses Banks, 1941
- Dinosalius Banks, 1934
- Diplonyx de Saussure, 1887
- Dolichocurgus Haupt, 1937
- Entypus Dahlbom, 1843
- Epipompilus Kohl, 1884[6]
- Eremocurgus Haupt, 1937
- Formosacesa Koçak et Kemal, 2008
- Hemipepsis Dahlbom, 1844
- Herbstellus Wahis, 2002
- Heterodontonyx Haupt, 1935[21]
- Hormopogonius Arnold,1934
- Hypoferreola Ashmead, 1902
- Iridomimus Evans, 1970
- Java Pate, 1946[22][23][24]
- Lepidocnemis Haupt, 1930
- Leptodialepis Haupt, 1929
- Melanagenia Wahis, 2009
- Micragenia Haupt, 1926
- Microcurgus Haupt, 1937
- Minagenia Banks, 1934
- Mygnimia Shuckard, 1840
- Ochragenia Haupt, 1959
- Pachycurgus Haupt, 1937
- Paraclavelia Haupt, 1930
- Pepsis Fabricius, 1804
- Plagicurgus Roig-Alsina, 1982
- Pompilocalus Roig-Alsina, 1989
- Poecilocurgus Haupt, 1937
- Schistompilus Tsuneki,1988
- Schistonyx Saussure, 1887
- Spuridiophorus Arnold, 1934
- Trachyglyptus Arnold, 1934
- Xenocurgus  Haupt, 1937

### ТрибаPriocnemini
- Caliadurgus Pate, 1946
- Claveliocnemis Wolf, 1968
- Clistoderes Banks, 1934
- Ctenopriocnemis Ishikawa, 1962
- Eopompilus Gussakovskij, 1932
- Eopriocnemis Loktionov & Lelej, 2019
- Malloscelis Haupt, 1935
- Platydialepis Haupt, 1941
- Priocnemis Schiødte, 1837
- Priocnessus Banks, 1925
- Sphictostethus Kohl, 1884

### ТрибаPsoropempulini
- Psoropempula Evans, 1974

### Incertae sedis
- Aberropompilus Shimizu & Wahis, 2016[20]